# Diwani

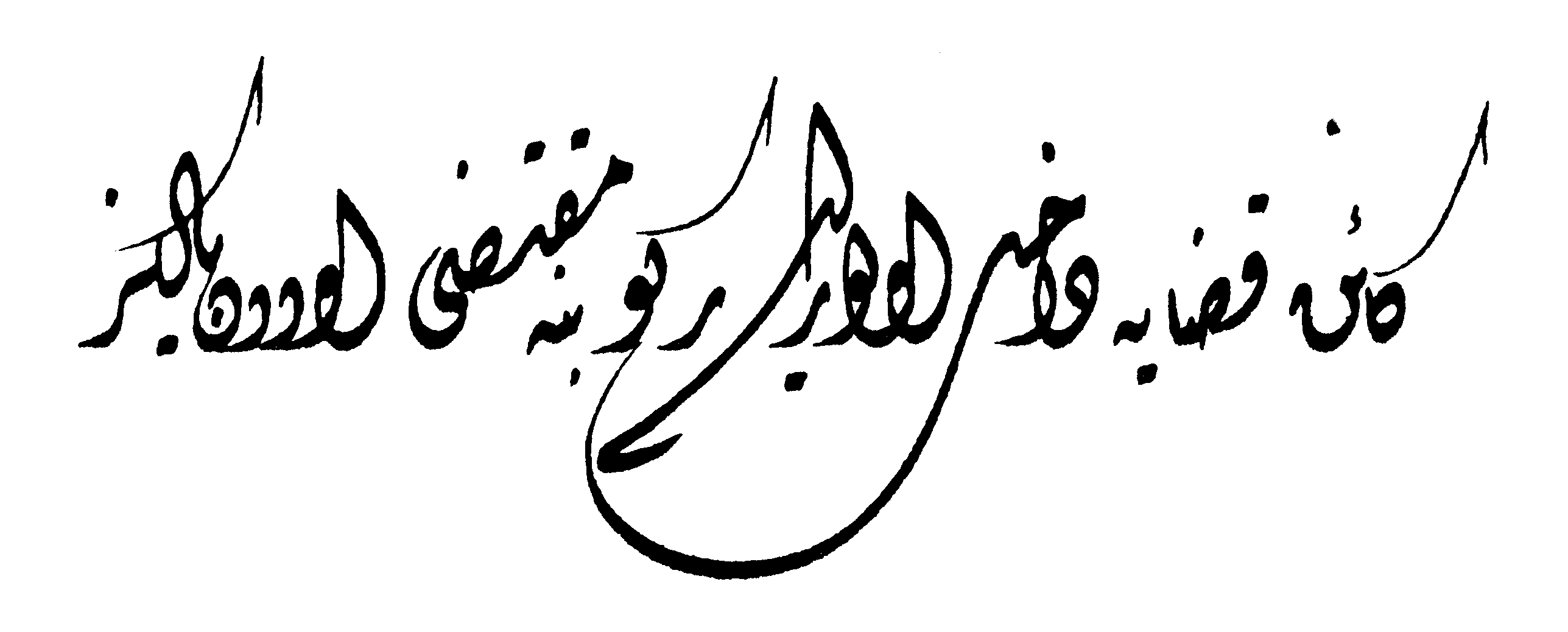
Calligrafia diwani di Kazasker Mustafa Izzet Efendi

La diwani è una varietà calligrafica di caratteri arabi, uno stile corsivo sviluppato durante il regno dei primi turchi ottomani (XVI secolo - inizi XVII secolo). Fu inventata da Housam Roumi e raggiunse l'apice della popolarità sotto Solimano il Magnifico (1520-1566). 
Era etichettata come scrittura diwani perché era usata nel diwan ottomano ed era uno dei segreti del palazzo del sultano. Le regole di questa scrittura non erano note a tutti, ma limitate ai suoi maestri e ad alcuni brillanti allievi. Era utilizzata nella stesura di tutti i decreti e risoluzioni reali. Un testo diwani ornato da un tugrah, un complesso sigillo calligrafico, rappresentava l'autorità del Sultano e dello stato ottomano. 
La scrittura diwani può essere divisa in due tipi: 
1. Lo stile Riq`a diwani, che è privo di decorazioni e le cui linee sono dritte, ad eccezione delle parti inferiori delle lettere.
2. Il Jeli diwani o stile chiaro. Questo tipo di calligrafia si distingue per l'intreccio delle sue lettere e delle sue linee rette dall'alto verso il basso. È punteggiata e decorata per apparire come un pezzo unico. La calligrafia diwani è nota per l'intreccio delle sue lettere, il che rende molto difficile leggere o scrivere.

La calligrafia diwani è caratterizzata da bellezza e armonia, e i piccoli campioni molto accurati sono considerati più belli di quelli di più grandi dimensioni. È ancora usata nella corrispondenza di re, principi, presidenti, nelle cerimonie e nei biglietti di auguri e ha un elevato valore artistico.